# Nova Scotia
Nova Scotia (engelskt uttal: [noʊvə ˈskoʊʃə]
 ( lyssna); latin för "Nya Skottland"; franska: Nouvelle-Écosse, skotsk gaeliska: Alba Nuadh) är en kanadensisk provins vid Kanadas sydostkust. Den är den mest befolkade kustprovinsen, och huvudstaden Halifax är regionens ekonomiska och kulturella centrum. Nova Scotia är Kanadas näst minsta provins med en area på endast 55 283 km², och dess befolkning på 945 824 gör den till den fjärde minst befolkade provinsen i landet. Den är däremot den näst mest tätbefolkade provinsen.
Britterna namngav området Nova Scotia efter erövringen av Akadien från Frankrike 1713. Kap Bretonön erövrades av fransmännen först 1758, samma år sammanträdde för första gången en egen folkrepresentation för Nova Scotia. Mellan åren 1713 och 1784 omfattade Nova Scotia även New Brunswick och från 1758 till 1784 Kap Bretonön (franska: Île du Cap-Breton, engelska: Cape Breton), områden som 1784 blev skilda provinser. År 1820 återfördes dock Kap Bretonön till Nova Scotia.
Befolkningen i Nova Scotia kallas informellt för Bluenosers, ’blånäsor’.
Nova Scotias ekonomi är traditionellt sett till största delen resursbaserad men på senare tid har den blivit mer blandad. Traditionella industrier som fiske, gruvdrift, skogsbruk och jordbruk är fortfarande mycket viktiga men har nu fått sällskap av turism, teknik, filmproduktion, musik och andra kulturella industrier.
Regionen domineras av höglandsområden. Tio procent av arealen är jordbruksmark och åttio procent skog. Landskapet är rikt på mindre sjöar.
År 1867 gav Nova Scotia ut mynt för första gången.

## Kända personer från Nova Scotia
- Josephine Crowell (1849–1932)—skådespelerska
- Arthur McDonald (född 1943)—fysiker
- Anne Murray (född 1945)—musiker, sångerska
- Peter North (född 1957)—skådespelare
- Bruce Guthro (född 1961)—musiker, sångare, låtskrivare
- Sarah McLachlan (född 1968)—musiker, sångerska, låtskrivare
- Leslie Feist (född 1976)—musiker, sångerska
- Frankie MacDonald (född 1984)—meteorolog
- Elliot Page (född 1987)—skådespelare
- Brad Marchand (född 1987)—ishockeyspelare
- Sidney Crosby (född 1987)—ishockeyspelare
- Nathan MacKinnon (född 1995)—ishockeyspelare